# Liste des présidents de l'Équateur
Cette page présente la liste des présidents de la république de l'Équateur depuis l'indépendance en 1830.

## Liste
| Nom                                                                                                   | Début du mandat    | Fin du mandat      | Parti politique |
| --- | ------------------ | ------------------ | --------------- |
| Juan José Flores (1800-1864)                                                                          | 13 mai 1830        | 10 septembre 1834  | -               |
| Vicente Rocafuerte (1783-1847)                                                                        | 10 septembre 1834  | 31 janvier 1839    | -               |
| Juan José Flores (1800-1864)                                                                          | 31 janvier 1839    | 18 juin 1845       | -               |
| Triumvirat (provisoire) : José Joaquín de Olmedo (président) Vicente Ramón Roca Rodríguez Diego Noboa | 18 juin 1845       | 8 décembre 1845    | -               |
| Vicente Ramón Roca (1792-1858)                                                                        | 8 décembre 1845    | 15 octobre 1849    | -               |
| Manuel de Ascásubi (intérim) (1804-1876)                                                              | 15 octobre 1849    | 10 juin 1850       | -               |
| Diego Noboa (1789-1870)                                                                               | 10 juin 1850       | 26 février 1851    | -               |
| José María Urbina (1808-1891)                                                                         | 26 février 1851    | 16 octobre 1856    | -               |
| Francisco Robles García (1811-1893)                                                                   | 16 octobre 1856    | 17 septembre 1859  | -               |
| Gabriel García Moreno (1821-1875)                                                                     | 17 septembre 1859  | 31 août 1865       | -               |
| Rafael Carvajal (intérim) (1818-1881)                                                                 | 31 août 1865       | 7 septembre 1865   | -               |
| Jerónimo Carrión (1804-1873)                                                                          | 7 septembre 1865   | 6 novembre 1867    | -               |
| Pedro José de Arteta (intérim) (1797-1873)                                                            | 6 novembre 1867    | 20 janvier 1868    | -               |
| Juan Javier Espinosa (1815-1870)                                                                      | 20 janvier 1868    | 19 janvier 1869    | -               |
| Gabriel García Moreno (1821-1875)                                                                     | 19 janvier 1869    | 16 mai 1869        | -               |
| Manuel de Ascásubi (intérim) (1804-1876)                                                              | 16 mai 1869        | 10 août 1869       | PCE             |
| Gabriel García Moreno (1821-1875)                                                                     | 10 août 1869       | 6 août 1875        | PCE             |
| Francisco León Franco (intérim) (1832-1880)                                                           | 6 août 1875        | 6 octobre 1875     | PCE             |
| José Javier Eguiguren (intérim) (1816-1884)                                                           | 6 octobre 1875     | 9 décembre 1875    | PCE             |
| Antonio Borrero (1827-1911)                                                                           | 9 décembre 1875    | 18 décembre 1876   | -               |
| Ignacio de Veintemilla (1828-1908)                                                                    | 18 décembre 1876   | 10 janvier 1883    | -               |
| Junte (provisoire): José María Sarastí (chef principal)                                               | 9 juillet 1883     | 11 octobre 1883    | PCE             |
| Rafael Pérez (intérim) (1836 - 1897)                                                                  | 15 octobre 1883    | 23 novembre 1883   | PCE             |
| José María Plácido Caamaño (1837-1900)                                                                | 23 novembre 1883   | 1er juillet 1888   | PCE             |
| Pedro José Cevallos (intérim) (1830-1892)                                                             | 1er juillet 1888   | 17 août 1888       | PCE             |
| Antonio Flores Jijón (1833-1915)                                                                      | 17 août 1888       | 1er juillet 1892   | PP              |
| Luis Cordero Crespo (1833-1912)                                                                       | 1er juillet 1892   | 16 avril 1895      | PP              |
| Vicente Lucio Salazar (intérim) (1832-1896)                                                           | 16 avril 1895      | 23 juin 1895       | PCE             |
| Eloy Alfaro (1842-1912)                                                                               | 23 juin 1895       | 1er septembre 1901 | PLRE            |
| Leónidas Plaza (1865-1932)                                                                            | 1er septembre 1901 | 1er septembre 1905 | PLRE            |
| Lizardo García (1844-1937)                                                                            | 1er septembre 1905 | 16 janvier 1906    | PLRE            |
| Eloy Alfaro (1842-1912)                                                                               | 16 janvier 1906    | 12 août 1911       | PLRE            |
| Carlos Freile (intérim) (1856-1928)                                                                   | 12 août 1911       | 1er septembre 1911 | PLRE            |
| Emilio Estrada (1855-1911)                                                                            | 1er septembre 1911 | 22 décembre 1911   | PLRE            |
| Carlos Freile (intérim) (1856-1928)                                                                   | 22 décembre 1911   | 6 mars 1912        | PLRE            |
| Francisco Andrade Marín (intérim) (1841-1935)                                                         | 6 mars 1912        | 10 août 1912       | PLRE            |
| Leónidas Plaza (1865-1932)                                                                            | 1er septembre 1912 | 1er septembre 1916 | PLRE            |
| Alfredo Baquerizo (1859-1951)                                                                         | 1er septembre 1916 | 1er septembre 1920 | PLRE            |
| José Luis Tamayo (1858-1947)                                                                          | 1er septembre 1920 | 1er septembre 1924 | PLRE            |
| Gonzalo Córdova (1863-1928)                                                                           | 1er septembre 1924 | 9 juillet 1925     | PLRE            |
| Junte militaire Luis Telmo Paz y Miño (président)                                                     | 9 juillet 1925     | 10 janvier 1926    | Militaire       |
| Seconde junte                                                                                         | 10 janvier 1926    | 1er avril 1926     | -               |
| Isidro Ayora (1879-1978)                                                                              | 1er avril 1926     | 24 août 1931       | -               |
| Luis Larrea Alba (intérim) (1894-1979)                                                                | 24 août 1931       | 15 octobre 1931    | VRSE            |
| Alfredo Baquerizo (intérim) (1859-1951)                                                               | 15 octobre 1931    | 27 août 1932       | PLRE            |
| Luis Larrea Alba (intérim) (1876-1942)                                                                | 27 août 1932       | 2 septembre 1932   | VRSE            |
| Alberto Guerrero Marines (intérim) (1878-1941)                                                        | 2 septembre 1932   | 5 décembre 1932    | PLRE            |
| Juan de Dios Martínez (1875-1955)                                                                     | 5 décembre 1932    | 20 octobre 1933    | PLRE            |
| Albelardo Montalvo (intérim) (1876-1950)                                                              | 20 octobre 1933    | 1er septembre 1934 | PLRE            |
| José María Velasco Ibarra (1893-1979)                                                                 | 1er septembre 1934 | 21 août 1935       | -               |
| Antonio Pons (intérim) (1897-1980)                                                                    | 21 août 1935       | 26 septembre 1935  | PLRE            |
| Federico Páez (1877-1974)                                                                             | 26 septembre 1935  | 23 octobre 1937    | -               |
| Alberto Enríquez Gallo (1894-1962)                                                                    | 23 octobre 1937    | 10 août 1938       | Militaire       |
| Manuel María Borrero (1883-1975)                                                                      | 10 août 1938       | 2 décembre 1938    | PLRE            |
| Aurelio Mosquera (1883-1939)                                                                          | 2 décembre 1938    | 17 novembre 1939   | PLRE            |
| Carlos Alberto Arroyo del Río (intérim) (1893-1969)                                                   | 17 novembre 1939   | 11 décembre 1939   | PLRE            |
| Andrés Córdova (intérim) (1892-1983)                                                                  | 11 décembre 1939   | 10 août 1940       | PLRE            |
| Julio Enrique Moreno (intérim) (1879-1952)                                                            | 10 août 1940       | 1er septembre 1940 | PLRE            |
| Carlos Alberto Arroyo del Río (1893-1969)                                                             | 1er septembre 1940 | 31 mai 1944        | PLRE            |
| José María Velasco Ibarra (1893-1979)                                                                 | 31 mai 1944        | 23 août 1947       | -               |
| Carlos Mancheno Cajas (1902-1996)                                                                     | 23 août 1947       | 2 septembre 1947   | militaire       |
| Mariano Suárez (1897-1980)                                                                            | 2 septembre 1947   | 15 septembre 1947  | PCE             |
| Carlos Julio Arosemena (1888-1952)                                                                    | 15 septembre 1947  | 1er septembre 1948 | -               |
| Galo Plaza (1906-1987)                                                                                | 1er septembre 1948 | 1er septembre 1952 | MCDN            |
| José María Velasco Ibarra (1893-1979)                                                                 | 1er septembre 1952 | 1er septembre 1956 | FNV             |
| Camilo Ponce (1912-1976)                                                                              | 1er septembre 1956 | 1er septembre 1960 | PSC             |
| José María Velasco Ibarra (1893-1979)                                                                 | 1er septembre 1960 | 7 novembre 1961    | FNV             |
| Carlos Julio Arosemena (1919-2004)                                                                    | 7 novembre 1961    | 11 juillet 1963    | -               |
| Junte militaire : Ramón Castro Jijón (président)                                                      | 11 juillet 1963    | 29 mars 1966       | Militaire       |
| Clemente Yerovi (1904-1981)                                                                           | 29 mars 1966       | 16 novembre 1966   | -               |
| Otto Arosemena (1925-1984)                                                                            | 16 novembre 1966   | 1er septembre 1968 | CID             |
| José María Velasco Ibarra (1893-1979)                                                                 | 1er septembre 1968 | 15 février 1972    | FNV             |
| Guillermo Rodríguez (né en 1923)                                                                      | 15 février 1972    | 11 janvier 1976    | militaire       |
| Triumvirat (provisoire) : Alfredo Poveda (président) Guillermo Durán Arcentales Luis Leoro Franco     | 11 janvier 1976    | 10 août 1979       | militaire       |
| Jaime Roldós (1940-1981)                                                                              | 10 août 1979       | 24 mai 1981        | CFP             |
| Osvaldo Hurtado (né en 1939)                                                                          | 24 mai 1981        | 10 août 1984       | DP-UDC          |
| León Febres-Cordero (1931-2008)                                                                       | 10 août 1984       | 10 août 1988       | PSC             |
| Rodrigo Borja Cevallos (né en 1935)                                                                   | 10 août 1988       | 10 août 1992       | ID              |
| Sixto Durán-Ballén (1921-2016)                                                                        | 10 août 1992       | 10 août 1996       | PUR             |
| Abdalá Bucaram (né en 1952)                                                                           | 10 août 1996       | 6 février 1997     | PRE             |
| Fabián Alarcón (né en 1947)                                                                           | 6 février 1997     | 9 février 1997     | FRA             |
| Rosalía Arteaga (née en 1956)                                                                         | 9 février 1997     | 11 février 1997    | MIRA            |
| Fabián Alarcón (né en 1947)                                                                           | 11 février 1997    | 10 août 1998       | FRA             |
| Jamil Mahuad (né en 1949)                                                                             | 10 août 1998       | 21 janvier 2000    | DP-UDC          |
| Lucio Gutiérrez (provisoire) (né en 1957)                                                             | 21 janvier 2000    | 21 janvier 2000    | militaire       |
| Triumvirat (provisoire) : Carlos Mendoza Antonio Vargas Carlos Solórzano                              | 21 janvier 2000    | 22 janvier 2000    |                 |
| Gustavo Noboa (1937-2021)                                                                             | 22 janvier 2000    | 15 janvier 2003    | -               |
| Lucio Gutiérrez (né en 1957)                                                                          | 15 janvier 2003    | 20 avril 2005      | PSP             |
| Alfredo Palacio (1939-2025)                                                                           | 20 avril 2005      | 15 janvier 2007    | -               |
| Rafael Correa (né en 1963)                                                                            | 15 janvier 2007    | 10 août 2009       | PAIS            |
| Rafael Correa (né en 1963)                                                                            | 10 août 2009       | 24 mai 2013        | PAIS            |
| Rafael Correa (né en 1963)                                                                            | 24 mai 2013        | 24 mai 2017        | PAIS            |
| Lenín Moreno (né en 1953)                                                                             | 24 mai 2017        | 24 mai 2021        | PAIS            |
| Guillermo Lasso (né en 1955)                                                                          | 24 mai 2021        | 23 novembre 2023   | CREO            |
| Daniel Noboa (né en 1987)                                                                             | 23 novembre 2023   | en fonction        | ADN             |